# Vredenberg
Vredenberg is de naam van een Augustinessenklooster dat heeft bestaan bij het historische gehucht Boeimeer bij Breda, aan de zuidkant van de huidige Bredase stadswijk Boeimeer.

## Geschiedenis
Maria van Loon-Heinsberg, de weduwe van Jan IV van Nassau, Heer van Breda, stond bekend als 'eene zeer groothertige vrouwe en uitmuntend voorbeeld van godvruchtigheid'. Kort na de dood van haar man (1475)  besloot zij een klooster te stichten voor 25 zusters Augustinessen. Oorspronkelijk zou de stichting geschieden nabij de hoeve Woestenberg bij Bavel, maar deze plaats bleek ongeschikt voor een klooster. Uiteindelijk werd in 1483 een stuk grond in de Boeimeer geschonken, waarop in 1484 daadwerkelijk het klooster verrees. Een kapel en een stenen kruisweg vóór de kapel behoorden tot de onderdelen van dit klooster.
Het klooster Vredenberg werd verwoest gedurende de beginjaren van de Tachtigjarige Oorlog (1577). Het heeft dus nog geen eeuw bestaan.

## Vredenburch
Drie straatnamen in Breda herinneren aan het voormalige klooster, namelijk de Vredenburchsingel, Vredenburchstede en de Vredenburchstraat. Het landgoed Vredenburg in Boeimeer hield de naam van het klooster levend, zij het in gewijzigde vorm.